# Apaško polje
Apaško polje je ravnina na Štajerskem, ki se razprostira na površini 36 km² in nadmorski višini od 210 do 230 m.n.v.. Na severu ga omejuje reka Mura, ki  predstavlja državno mejo med Republiko Slovenijo in Republiko Avstrijo, na jugu pa vznožje Slovenskih goric.
Na Apaškem polju so prisotni številni rečni rokavi, travniki, poplavni gozdovi in gramoznice. Ob regionalni cesti leži glavna skupina naselij, druga, manjša skupina pa je umeščena na južni rob polja. Letna količina padavin na tem področju je med najnižjimi v Sloveniji, saj znaša le 900 mm. Največ padavin pade poleti z viškom julija, najmanj pa pozimi z nižkom januarja. Značilna je nestalnost padavin, zato so pogoste suše. Ob Mlinskem potoku je na ilovnati podlagi prst zaradi vpliva talne vode oglejna in mokrotna, zato prevladujejo travniki in gozdovi. Večji del Apaškega polja prekriva plitva in peščena prst na produ ali pesku, ugodna za poljedelstvo, a občutljiva na sušo.

## Zgodovina Apaškega polja
Območje Apaškega polja (tudi Apaška dolina oz. kotlina) je bilo poseljeno že v mlajši kameni dobi in potem vedno gosteje vse do konca antike. Čeprav je ozemlje arheološko slabo raziskano, vemo, da so se v zgodnjem srednjem veku tukaj gibala in naseljevala različna plemena (Iliri, Kelti, Rimljani, Germani, Huni, Langobardi …). Določeno oviro za življenje so predstavljale naravne danosti območja. Reka Mura na severni strani ter obrobje Slovenskih goric na južni strani Apaškega polja. Tok reke Mure in njene poplave so najbolj zaznamovale tukajšnjo življenje skozi različna zgodovinska obdobja. Zraven navedenega so bila pogosta katastrofalna neurja, suša ter uničenje pridelkov s strani kobilic. 
Območje Apaškega polja je moralo biti v 13.-14. stoletju že zelo razvito, saj ni potrebovalo nobenih strelskih dvorcev za svojo obrambo kot nekatera druga območja. Iz doslej zbranih podatkov je bil dvorec Freudenau v Črncih na tem mestu zgrajen že pred letom 1619. Domačini ga danes poimenujejo kot Meinlov dvorec, po zadnjem lastniku Juliusu Meinlu. 
Katoliška vera je imela velik vpliv na kmečko prebivalstvo tedanjega časa. Graditev tako velike in kvalitetne katoliške cerkve v obdobju pred letom 1200 v Apačah lahko povezujemo z benediktinci iz Šentpavla v Labotski dolini na avstrijskem Koroškem. Prvo omembo župnije v Apačah zasledimo v listini iz leta 1420. Cerkveno je apaška župnija do leta 1787 pripadala solnograški nadškofiji in nato do leta 1923 sekovski škofiji.